# Colette Heilbronner
Colette Heilbronner nacida como Colette Suzanne Paulette Levy (París, 8 de septiembre de 1915-Ibidem, 18 de marzo de 1944), fue una militante de la resistencia francesa.

## Heroísmo en la resistencia
El 18 de mayo de 1944 defendió, con las armas en la mano, la entrada 25 a la Cité des Fleurs, lugar de encuentro del Movimiento de Liberación Nacional.
Los miembros fueron arrestados. Colette Heilbronner fue ejecutada en el acto por la Gestapo.
Tuvo un hijo llamado Roland.

## Distinciones
- Chevalier de la Legión de Honor
- Croix de guerre 1939-1945
- Medalla de la Resistencia Francesa

## Legado
- Existe una calle llamada Colette-Heilbronner, en París.[3]
- Colette Heilbronner fue distinguida Morte pour la France (1950).[1]